# Hsp60

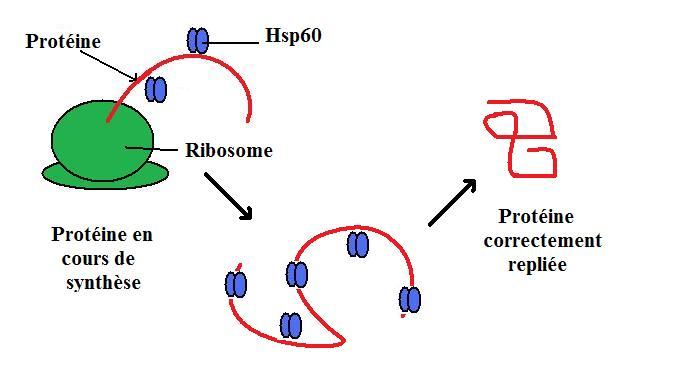
Explication du fonctionnement d'Hsp60

Les Heat shock proteins sont généralement responsables de la prévention des dommages à des protéines en réponse à des niveaux élevés de température. Les protéines de choc thermique sont classées en six grandes familles en fonction de leur masse moléculaire : petite Hsps, Hsp40, Hsp60, Hsp70, Hsp90, et Hsp110.

## Découverte
L'Hsp60 de mammifères a été signalée pour la première fois comme une protéine mitochondriale P1. Son rôle dans le repliement des protéines a été démontré en 1989 par Franz-Ulrich Hartl et Arthur Horwich qui recevront le Prix Albert-Lasker pour la recherche médicale fondamentale en 2011 pour leurs travaux sur ce thème. Elle a ensuite été clonée et séquencée par Radhey Gupta et collaborateurs. La séquence d'acides aminés a montré une forte homologie avec GroEL, déjà suspecté dès 1988. On a d'abord cru que Hsp60 fonctionnait seulement dans les mitochondries et qu'il n'y avait pas d'équivalent en protéines se trouvant dans le cytoplasme. Les découvertes récentes ont discrédité cette première approche et ont suggéré qu'il existe une différence notable entre Hsp60 des mitochondries et Hsp60 du cytoplasme. Une structure similaire existe dans le chloroplaste de certaines plantes.

## Structure

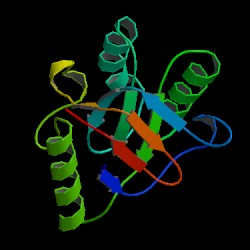
Ultrastructure de la protéine Hsp60

Dans les conditions physiologiques normales, Hsp60 fait 60 kiloDalton et est composée d'oligomères et de monomères qui forment un complexe organisé en deux anneaux empilés. Cette double structure en anneau forme une grande cavité centrale dans laquelle s'est déroulée la protéine et où elle est liée par des interactions hydrophobes. Cette structure est généralement en équilibre avec chacun de ses composants individuels: les monomères, heptamers, et tetradeceamers. Des études ont commencé à suggérer que, en plus de son emplacement typique dans les mitochondries, Hsp60 peut également être trouvé dans le cytoplasme sous conditions physiologiques normales.